# Bleistraße 15 (Stralsund)

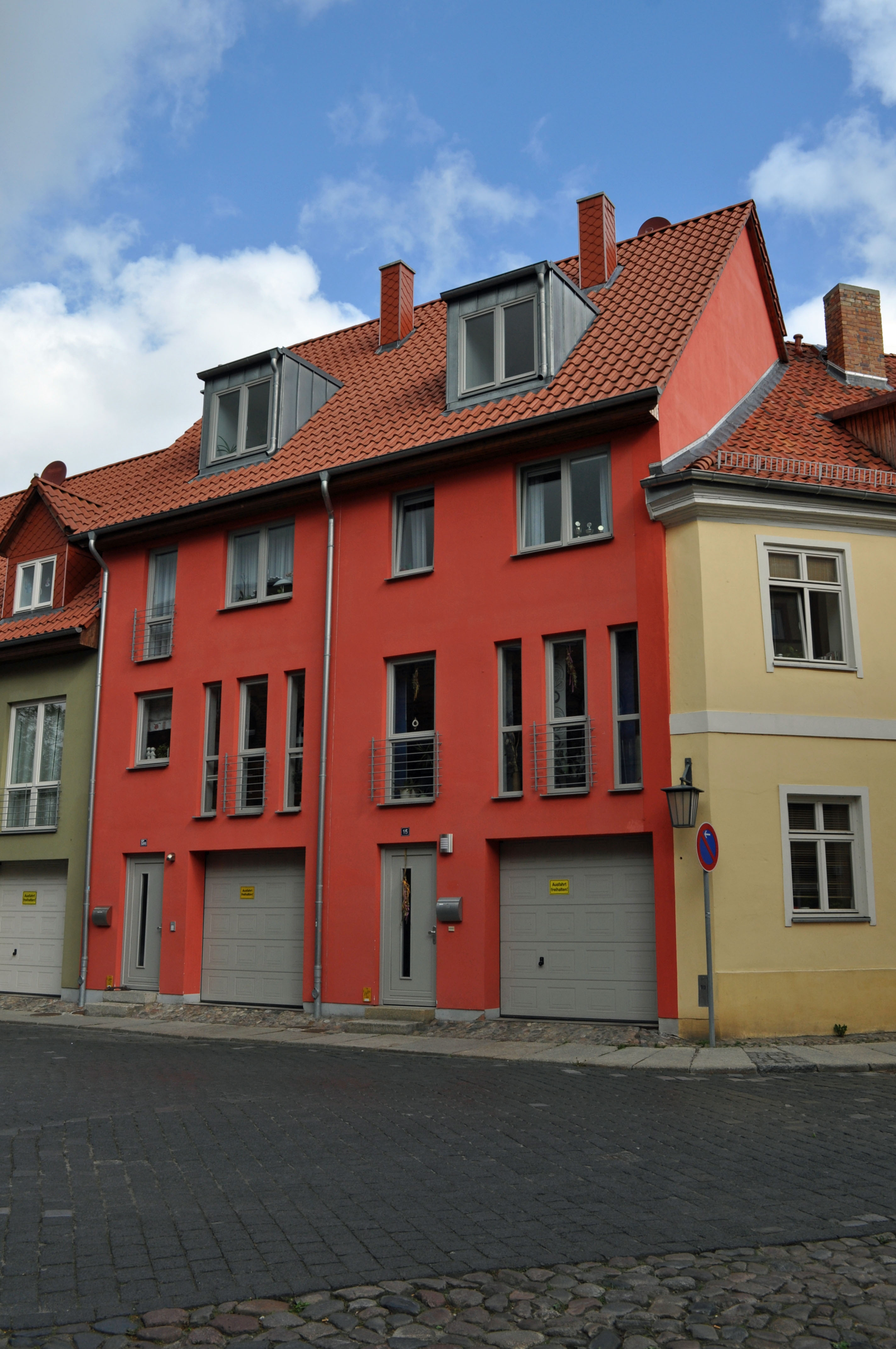
Das Haus Bleistraße 15 (Neubau) in Stralsund (2012)

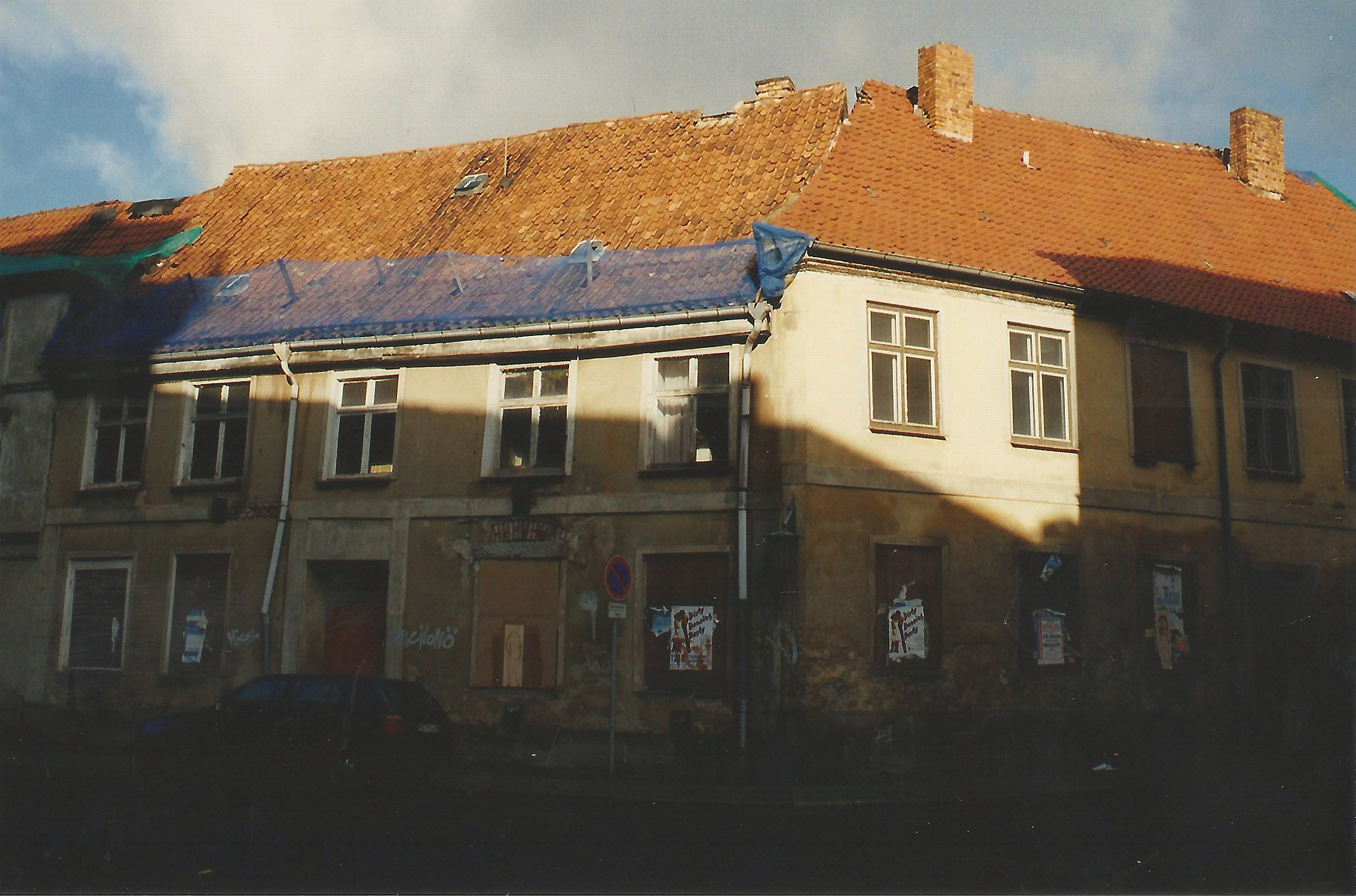
Das Haus Bleistraße 15 in Stralsund (2004), links

Das Haus mit der postalischen Adresse Bleistraße 15 ist ein Gebäude in der Hansestadt Stralsund in der Bleistraße.
Der Vorgängerbau des heutigen Gebäudes wurde als zweigeschossiger, fünfachsiger Putzbau in der Mitte des 18. Jahrhunderts errichtet. Die Fassade des traufständigen Gebäudes war schlicht gestaltet und wies neben einem Gesimsband rustizierte Lisenen an den Gebäudeecken auf.
Nach einem totalen Verfall in den 1990er Jahren wurde es im Jahr 2006 abgerissen und an der Stelle ein Neubau errichtet; die Hausnummer wurde in die 15 und die 15 a geteilt.
Das Haus liegt im Kerngebiet des von der UNESCO als Weltkulturerbe anerkannten Stadtgebietes des Kulturgutes „Historische Altstädte Stralsund und Wismar“. In die Liste der Baudenkmale in Stralsund war der Vorgängerbau mit der Nummer 111 eingetragen.